# Арама
Арама (Арам,Араме,Араму) — перший правитель Урарту. Період правління бл. 859 — 844 до н. е.

Урарту за правління Арами

Про період формування Урарту зберіглося дуже мало даних, і вважається, що Араму близько 844 року до н. е. змінив Сардурі I, син Лутіпрі. В Урарту на той час відбувалися процеси об'єднання окремих «племен Наірі» в централізовану державу, і, таким чином імовірно, що Араму і Лутіпрі очолювали два великих племінних утворення Урарту, причому боротьбу за владу у централізованій державі, нарешті, виграла верхівка племені Лутіпрі. При Арамі, найймовірніше, столиця Урарту розташовувалася в місті Арзашкуні, а в Тушпу була перенесена при Сардурі I після руйнування Арзашкуна ассирійцями.

## Протистояння з Ассирією
Під час правління Араму Урарту регулярно піддавалася набігам сусідньої Ассирії. Арама був сучасником ассирійського царя Салманасара III (період правління 858 — 824 рр. до н. е.), який згадував Арама у своїх літописах. За часів царювання Араму Урарту ще не могло протистояти моці ассирійських військових походів. Ассирійці регулярно проникали в центр країни, викрадаючи різні цінності, худобу, коней.

### Похід Салманасара III 858 року до н.е.
У перший же рік свого правління Салманасар III здійснив успішний похід проти Араму. Ключовою подією походу було взяття фортеці Сугуніі (очевидно, прикордонної між Ассирією та Урарту). Асирійські війська знищили фортецю та безперешкодно вийшли до озера Ван. З ассирійського літопису Салманасара III:

… До Сугуніі, фортеці Араму урарта, я підійшов, місто взяв в облогу, захопив я, вбив багато воїнів, забрав здобич, купу голів зробив я навпроти їхнього міста, 14 поселень його області спалив я вогнем. Від Сугуніі я пішов, спустився до моря Наірі, мою зброю омив я в морі, жертву приніс я моїм богам.

Хоча місто Сугунія було, очевидно, знищено, і Салманасар розграбував центр країни, успіх ассирійців був неповний: в Урарту збереглася центральна влада, Араму залишився живий. Більше того, всього через два роки знадобився новий похід проти Урарту.

### Похід Салманасара III856 року до н.е.
У 856 році до н. е., на 3 році свого правління, Салманасар III знову почав похід проти Урарту. Цього разу ключовим місцем бою було місто Аразашку, точне місцезнаходження якого не встановлено. З ассирійського літопису Салманасара III:

… До Арзашку, царського міста я підійшов. Урарт Араму злякався гіркоти моєї сильної зброї і сильної битви і залишив місто. У гори Аддурі він піднявся; за ним піднявся і я, сильну битву влаштував я в горах, 3400 воїнів уразив я своєю зброєю, як і Адад, хмару над ними пролив я дощем, їх кров'ю пофарбував я гору, як шерсть, його табір я захопив, його колісниці, вершників, коней мулів, ослиць, майно та багату здобич привів я з гір. Арамі, рятуючи своє життя, втік на недоступну гору. У моїй могутній силі, як тур, роздавив я його країну, поселення перетворив на руїни, та й спалив вогнем. Місто Арзашку і його околиці захопив, зруйнував і спалив огнем. Купи з голів влаштував я навпроти міських воріт. Одних із людей живими звалив я в купи, а інших навколо посадив на кіл. … Я спустився до моря країни Наірі, грізну зброю Ашура омив я в морі, і приніс жертви, зробив зображення моєї величчі і записав на ньому хвалу Ашуру, великому володарю, моєму панові, шляхи моєї відваги та славних справ ….

Незважаючи на переможний текст літописного джерела ассирійців, успіх знову був не повний: серед підкорених міст згадується тільки Арзашку. Армія Урарту, однак, не могла протистояти ассирійцям у відкритій війні, і урартські війська вели партизанську війну в горах, змушено залишаючи родючі низовини Вірменського нагір'я на розграбування ассирійцям.

### Розвиток урартської армії
Систематичне протистояння з Ассирією сприяло розвитку урартської армії, що ймовірно почався за часів правління Араму. Судячи з малюнків на барельєфах урартська армія поступово перебудовувалася від «хетського» зразка до ассирійського. Крім цього, шкіряні та дерев'яні шоломи поступово змінювалися на бронзові, збільшувалася кількість залізної зброї. Ключовою обставиною, що в наприкінці сприяла тому, що Урарту змогла ефективно захищатися від Ассирії, був розвиток урартської архітектури монументальних захисних споруд. Урарти споруджували дедалі більше фортець, широко використовуючи залізні знаряддя, і поступово змогли витримувати асирійські атаки.
Наступник Араму Сардурі I (син Лутіпрі), завдяки модернізації армії, ймовірно, вже більш успішно протистояв ассирійцям.